# 江苏城乡建设职业学院
江苏城乡建设职业学院是一所隶属江苏省住房和城乡建设厅的高等院校，成立于1986年6月15日，位于江苏省常州市钟楼区殷村职教园和裕路1号。该校有建筑工程技术、给排水工程技术、轨道交通运营管理等24个三年制高职专业和建筑设计、安全技术与管理、环境工程技术等19个五年制高职专业。